# SRI International
SRI International (SRI), fundado como Stanford Research Institute, é um instituto de pesquisa sem fins lucrativos sediado em Menlo Park, Califórnia. Foi estabelecido pelos fundadores da Universidade de Stanford em 1946 como um centro de inovação para apoiar o desenvolvimento económico da região local, sendo atualmente um dos maiores institutos de pesquisa do mundo.
O instituto, formalmente separado da Universidade de Stanford em 1970, ficou conhecido como SRI International em 1977. Atualmente a instituição descreve sua missão na sua gestão como a descoberta e aplicação da ciência e tecnologia para o conhecimento, comércio, prosperidade e paz.
Áreas do SRI  incluem ciências biomédicas; química de materiais; sistemas informáticos; desenvolvimento econômico; educação e tecnologia energética, aprendizagem  ambiental, de segurança e defesa nacional; bem como sensores e dispositivos. Atualmente o SRI recebeu mais de 1 000 patentes e pedidos de patentes em todo o mundo.

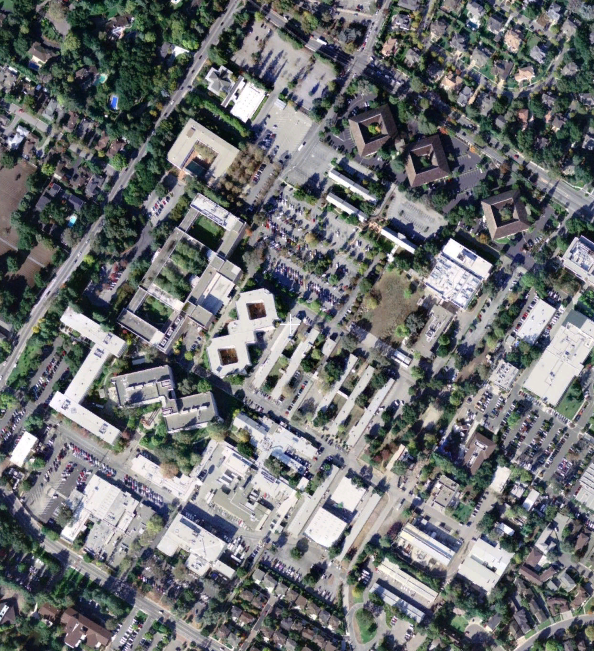
Imagem aérea do campus SRI Menlo Park